# Готик-рок
Готик-рок (англ. gothic rock, готический рок) — музыкальный жанр, возникший как ответвление пост-панка на рубеже 1970-х и 1980-х годов. В начале 1980-х жанр стал отдельным направлением. В музыке преобладают мрачные темы и интеллектуальные направления, такие как романтизм, нигилизм, а также готичное направление в искусстве Нового времени. Лучшими примерами групп, исполнявших готик-рок, могут служить: Siouxsie and the Banshees
, Bauhaus, The Cure, Joy Division, The Sisters of Mercy и The Mission. Готик-рок стал основой для готической субкультуры, которая впоследствии существенно расширилась и росла.

## История развития

### Предыстория

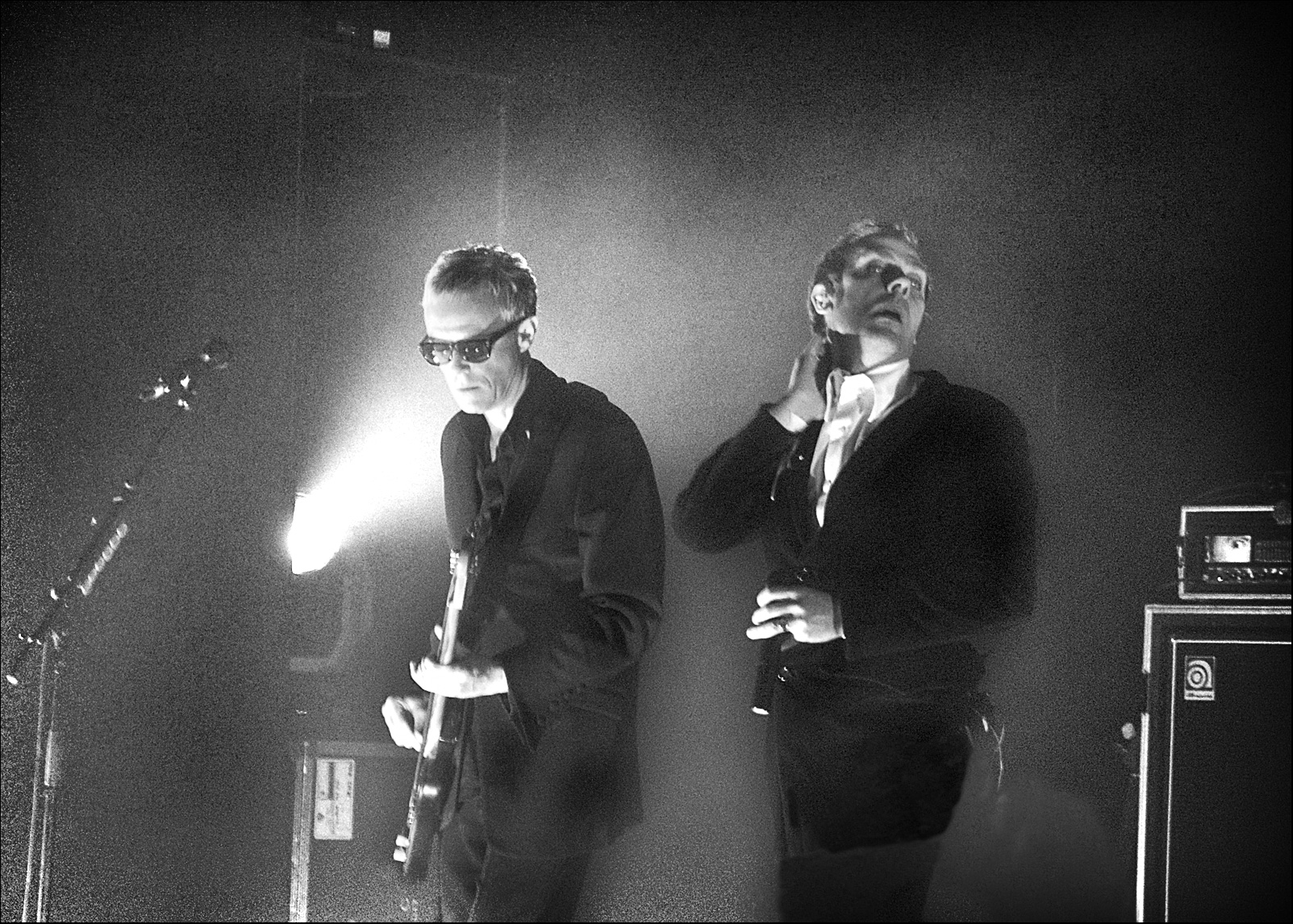
Дейв Джей и Питер Мёрфи из группы Bauhaus

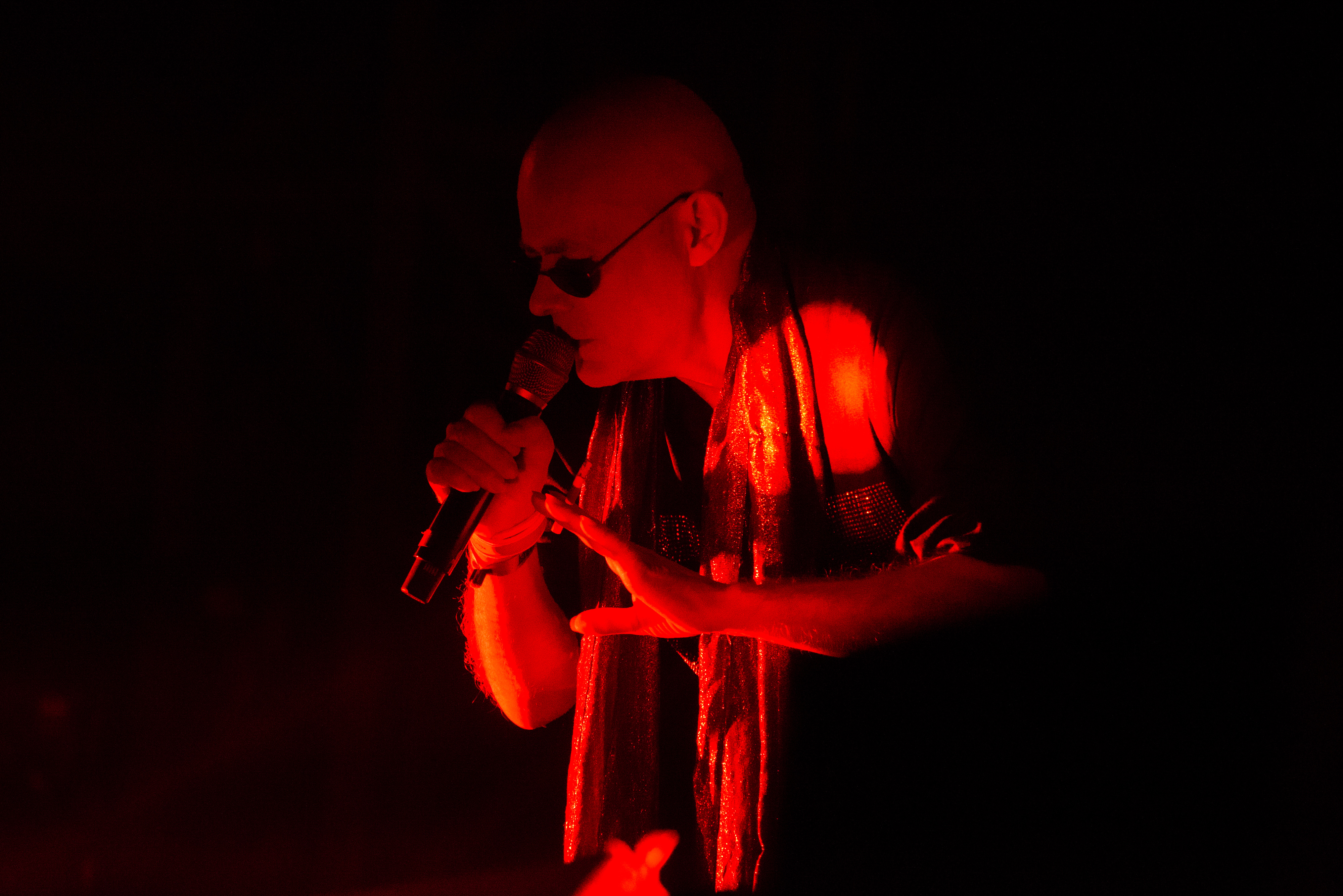
Эндрю Элдрич, лидер группы Sisters of Mercy

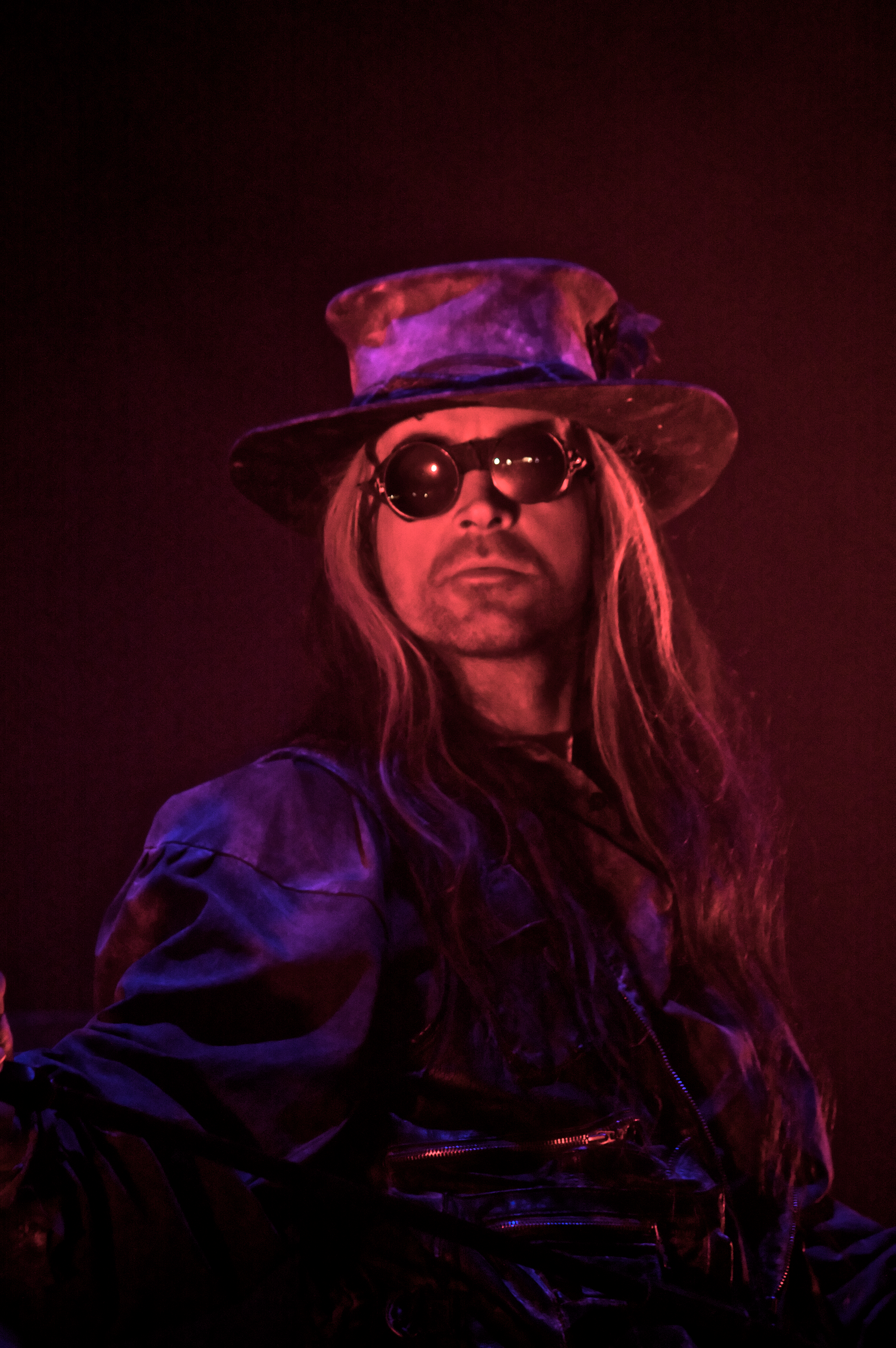
Карл Маккой из группы Fields of the Nephilim

Готик-рок возникает в конце 1970-х, когда на панк-рок-сцене появился ряд групп, чья грубая, депрессивная, ритмичная музыка стала называться постпанком, а некоторые группы, использовавшие определённый имидж и тематику лирики — готик-роком. Известный журналист и историк музыки Nick Kent в New Musical Express рассмотрел концерт Siouxsie and the Banshees в июле 1978 года и сравнил их с "готическими архитекторами, такими как Velvet Underground и The Doors. Доподлинно неизвестно, кем впервые был использован термин gothic rock — обычно считается, что его использовал в 1979 году ведущий на BBC для того, чтобы охарактеризовать музыку Joy Division, а затем это определение применил журналист издания New Musical Express при описании сингла группы Bauhaus «Bela Lugosi’s Dead».
Создателями этого музыкального стиля (которые вдохновлялись такими исполнителями, как Velvet Underground, The Doors, Nico и David Bowie) в основном были Joy Division, Siouxsie and the Banshees, Bauhaus, Virgin Prunes и UK Decay. Первый альбом Banshees («The Scream», ноябрь 1978) и первый альбом Joy Division («Unknown Pleasures», Июнь 1979) во многом стали образцом для готов, с заметным отсутствием громких панковских гитар и акцентом на ритм-секцию вместо этого, наряду с резким пустым звучанием. Первый альбом Siouxsie and the Banshees с его темным производством и большим звучанием был назван большим влиянием Joy Division на своеобразную гитарную игру и своеобразные ударные барабаны.
Однако первой группой, которая может быть названа готической, была Bauhaus, которая выпустила свой первый сингл «Bela Lugosi’s Dead» в сентябре 1979. Siouxsie and the Banshees может быть сочтена за пост-панк, The Cure за нью-вейв, Joy Division за пост-панк, но Bauhaus была явно готической в музыке, имидже, лирике, арте и стиле с самого первого их сингла. Во многом они были прообразом готической группы.
Примерно в то же время, когда образовались Bauhaus, UK Decay отказались от своих панковских корней и стали разрабатывать своё независимое «готическое» звучание. Хотя они не были столь популярны, как Siouxsie and the Banshees, Joy Division или Bauhaus, UK Decay были намного ближе «второй волне» готических групп и оказали заметное влияние на них.

### Развитие. Первая волна
В 1980/81 стала появляться новая волна готических групп — Danse Society, Play Dead, The Sisters of Mercy — а The Cure отказались от своего нью-вейв-звучания и создали свой уникальный «готический» саунд. В феврале 1981 Abbo из UK Decay обозначил новое музыкальное движение «готика», но прошёл ещё один год или около того, перед тем как движение действительно образовалось.
Важный период развития готического движения в полностью сформировавшуюся субкультуру был с середины 1982 до середины 1983, в котором следует особо отметить октябрь 1982, когда новое движение внезапно получило большое внимание со стороны средств массовой информации.
В 1982 году вышел культовый альбом группы Christian Death под названием Only Theatre of Pain, считающийся первым альбомом в стиле дэт-рок.
В июле 1982 открылся клуб Batcave. Сначала он рассчитывался как клуб для людей которым приелась коммерческая направленность New Romantic и они хотели чего-то нового и более тёмного. В первое время там игрались глэм и электронная музыка, но некоторые ранние готические группы также играли там, и репертуар постепенно стал более готическим.
Так Batcave стал главным местом сбора образовавшейся сцены в Лондоне и также привлёк много внимания со стороны средств массовой информации, которые в свою очередь распустили идею о новой субкультуре по стране. С расцветом Batcave по всей стране открылись похожие клубы, и сам Batcave стал «устраивать туры», давая готам вне Лондона возможность где-то собираться.
Таким образом, несмотря на малую роль в музыке (не считая Alien Sex Fiend и Specimen), Batcave дал основной толчок развитию готического имиджа и популярности. Также он добавил большое количество «глэма» и внимания со стороны СМИ к образовавшейся субкультуре.
Далее, в октябре 1982 Bauhaus выпустили «Ziggy Stardust», который стал большим хитом (#15 в UK чартах) и поставил их на Top Of The Pops (место самых популярных) и на лицевую обложку Smash Hits (октябрь 1982)
Новая волна готических групп также стала получать серьёзное внимание со стороны СМИ, с попаданием Southern Death Cult на лицевую обложку NME (октябрь 1982) и Sex Gang Children на лицевую обложку Noise! (также октябрь 1982).
После этого две статьи в начале 1983 сфокусировались на том, что явно было отдельным движением. В феврале 1983 Richard North из NME обозначил их как Positive Punk. Месяцем позже Мик Мёрсер написал похожую статью о новых группах в Melody Maker (хотя его обозначение этих групп как «Danse Society» было намного более подходящим).
Тем временем, движение получило имя — слово «готика» ходило вокруг, и это название было закреплено за ним двумя наиболее важными группами в нём: Andi, лидирующий вокалист из Sex Gang Children, был назван «Графом Визиготом» а его фэны «готами» Яном Астбэри (Ian Astbury) из Southern Death Cult. Dave Dorrell из NME затем услышал, как они используют этот термин и он стал применяться журналистами.
В октябре 1983 Tom Vague ссылался на «Орды Готов» в журнале Zig Zag, с этого времени и название и субкультура надежно закрепились.

### Вторая и третья волны
На дальнейших этапах развития готик-рока выделяют исполнителей второй и третьей волны, которые привнесли в жанр новые музыкальные элементы и подняли его на новый уровень. Наиболее значительной группой второй волны стали Fields of the Nephilim, развившие готик-рок в сторону утяжеления и в каком-то смысле предвосхитившие готик-метал. Группы Clan of Xymox (смешивавшие готику с электронной музыкой) и Dead Can Dance (с неоклассической и народной) стали родоначальниками нового жанра дарквейв. К третьей волне обычно относят Faith and the Muse, London After Midnight, Inkubus Sukkubus, XIII.století.
В 1990-е и последующие годы рамки жанра начали размываться. Многие исполнители сочетали готику с другими жанрами, например Faith and the Muse с фолк-роком, The 69 Eyes с глэм-металом. Образовался новый жанр готик-метал (смесь готик-рока с дум-металом), исполнители которого (например, Tiamat) в поздних работах обращались и к классическому готик-року.